# Olympische Sommerspiele 2020/Rugby
Bei den Olympischen Spielen 2020 in Tokio wurden vom 26. bis 31. Juli 2021 zwei Wettbewerbe im 7er-Rugby ausgetragen. An den Turnieren nahmen bei den Frauen und Männern je zwölf Mannschaften teil. Die Spiele wurden im Tokyo Stadium ausgetragen.

## Zeitplan
| Zeitplan 7er-Rugby | Zeitplan 7er-Rugby | Zeitplan 7er-Rugby | Zeitplan 7er-Rugby | Zeitplan 7er-Rugby | Zeitplan 7er-Rugby | Zeitplan 7er-Rugby |
| Wettbewerbe        | Juli 2021          | Juli 2021          | Juli 2021          | Juli 2021          | Juli 2021          | Juli 2021          |
| Wettbewerbe        | 26.                | 27.                | 28.                | 29.                | 30.                | 31.                |
| ------------------ | ------------------ | ------------------ | ------------------ | ------------------ | ------------------ | ------------------ |
| Männer             |                    |                    |                    |                    |                    |                    |
| Frauen             |                    |                    |                    |                    |                    |                    |

|  | Qualifikation |  | Medaillenentscheidung |

## Bilanz

### Medaillenspiegel
| Platz  | Land        | Gold | Silber | Bronze | Gesamt |
| ------ | ----------- | ---- | ------ | ------ | ------ |
| 1      | Neuseeland  | 1    | 1      | –      | 2      |
| 2      | Fidschi     | 1    | –      | 1      | 2      |
| 3      | Frankreich  | –    | 1      | –      | 1      |
| 4      | Argentinien | –    | –      | 1      | 1      |
| Gesamt | Gesamt      | 2    | 2      | 2      | 6      |

### Medaillengewinner
| Disziplin | Gold | Silber | Bronze |
| --------- | --- | --- | --- |
| Männer    | FidschiNapolioni Bolaca Vilimoni Botitu Meli Derenalagi Sireli Maqala Iosefo Masi Waisea Nacuqu Kalione Nasoko Semi Radradra Aminiasi Tuimaba Asaeli Tuivuaka Jerry Tuwai Josua Vakurunabili Jiuta Wainiqolo | NeuseelandKurt Baker Dylan Collier Scott Curry Sam Dickson Andrew Knewstubb Ngarohi McGarvey-Black Tim Mikkelson Sione Molia Etene Nanai-Seturo Tone Ng Shiu Amanaki Nicole William Warbrick Regan Ware Joe Webber | ArgentinienSantiago Álvarez Lautaro Bazán Lucio Cinti Felipe del Mestre Rodrigo Etchart Luciano González Rodrigo Isgro Santiago Mare Ignacio Mendy Marcos Moneta Matías Osadczuk Gastón Revol Germán Schulz |
| Frauen    | NeuseelandMichaela Blyde Kelly Brazier Gayle Broughton Theresa Fitzpatrick Stacey Fluhler Sarah Hirini Shiray Kaka Tyla Nathan-Wong Risealeaana Pouri-Lane Alena Saili Ruby Tui Portia Woodman               | FrankreichCoralie Bertrand Anne-Cécile Ciofani Caroline Drouin Camille Grassineau Lina Guérin Fanny Horta Shannon Izar Chloé Jacquet Carla Neisen Séraphine Okemba Chloé Pelle Jade Ulutule                        | FidschiLavena Cavuru Raijieli Daveua Sesenieli Donu Laisana Likuceva Rusila Nagasau Ana Naimasi Alowesi Nakoci Roela Radiniyavuni Viniana Riwai Tokasa Seniyasi Vasiti Solikoviti Reapi Ulunisau            |

## Männerturnier
Für das olympische Rugbyturnier der Männer konnten sich folgende Mannschaften qualifizieren:
| Qualifikationswettbewerb                           | Datum                   | Ort               | Plätze | Qualifizierte Teams |
| -------------------------------------------------- | ----------------------- | ----------------- | ------ | ------------------- |
| Gastgeber                                          | 7. September 2013       | Buenos Aires      | 1      | Japan               |
| World Rugby Sevens Series 2019                     | 16. – 30. Juni 2019     | verschiedene Orte | 4      | Fidschi             |
| World Rugby Sevens Series 2019                     | 16. – 30. Juni 2019     | verschiedene Orte | 4      | Vereinigte Staaten  |
| World Rugby Sevens Series 2019                     | 16. – 30. Juni 2019     | verschiedene Orte | 4      | Neuseeland          |
| World Rugby Sevens Series 2019                     | 16. – 30. Juni 2019     | verschiedene Orte | 4      | Südafrika           |
| Südamerikanisches Qualifikationsturnier            | 29. – 30. Juni 2019     | Santiago de Chile | 1      | Argentinien         |
| 7er-Rugby-Nord- / Zentralamerikameisterschaft 2019 | 6. – 7. Juli 2019       | George Town       | 1      | Kanada              |
| Europäisches Qualifikationsturnier                 | 13. – 14. Juli 2019     | Colomiers         | 1      | Großbritannien      |
| 7er-Rugby-Ozeanienmeisterschaft 2019               | 7. – 9. November 2019   | Suva              | 1      | Australien          |
| 7er-Rugby-Afrikameisterschaft 2019                 | 9. – 10. November 2019  | Johannesburg      | 1      | Kenia               |
| Asiatisches Qualifikationsturnier                  | 23. – 24. November 2019 | Incheon           | 1      | Südkorea            |
| Olympisches Qualifikationsturnier                  | 19. – 20. Juni 2020     | Monaco            | 1      | Irland              |
| Gesamt                                             | Gesamt                  | Gesamt            | 12     | 12                  |

## Frauenturnier
Für das olympische Rugbyturnier der Frauen konnten sich folgende Mannschaften qualifizieren:
| Qualifikationswettbewerb                           | Datum                            | Ort               | Plätze | Qualifizierte Teams |
| -------------------------------------------------- | -------------------------------- | ----------------- | ------ | ------------------- |
| Gastgeber                                          | 7. September 2013                | Buenos Aires      | 1      | Japan               |
| World Rugby Sevens Series 2019                     | 20. Oktober 2018 – 16. Juni 2019 | verschiedene Orte | 4      | Neuseeland          |
| World Rugby Sevens Series 2019                     | 20. Oktober 2018 – 16. Juni 2019 | verschiedene Orte | 4      | Vereinigte Staaten  |
| World Rugby Sevens Series 2019                     | 20. Oktober 2018 – 16. Juni 2019 | verschiedene Orte | 4      | Kanada              |
| World Rugby Sevens Series 2019                     | 20. Oktober 2018 – 16. Juni 2019 | verschiedene Orte | 4      | Australien          |
| Südamerikanisches Qualifikationsturnier            | 1. – 2. Juni 2019                | Lima              | 1      | Brasilien           |
| 7er-Rugby-Nord- / Zentralamerikameisterschaft 2019 | 6. – 7. Juli 2019                | George Town       | 0 1    | —                   |
| Europäisches Qualifikationsturnier                 | 13. – 14. Juli 2019              | Kasan             | 1      | Großbritannien      |
| 7er-Rugby-Afrikameisterschaft 2019                 | 12. – 13. Oktober 2019           | Jemmal            | 1      | Kenia 2             |
| 7er-Rugby-Ozeanienmeisterschaft 2019               | 7. – 9. November 2019            | Suva              | 1      | Fidschi             |
| Asiatisches Qualifikationsturnier                  | 9. – 10. November 2019           | Guangzhou         | 1      | China               |
| Olympisches Qualifikationsturnier                  | 19. – 20. Juni 2020              | Monaco            | 2 1    | Frankreich          |
| Olympisches Qualifikationsturnier                  | 19. – 20. Juni 2020              | Monaco            | 2 1    | ROC                 |
| Gesamt                                             | Gesamt                           | Gesamt            | 12     | 12                  |